# Apple Arcade
O Apple Arcade é um serviço de assinatura de videogames da Apple Inc. para dispositivos iOS, iPadOS, tvOS e macOS. Foi anunciado em março de 2019 e lançado em 19 de setembro de 2019. A principal proposta do serviço é entregar um catálogo de jogos exclusivos que podem ser jogados sem interrupções de anúncios ou compras internas presentes na maioria dos aplicativos no estilo free-to-play da App Store.

## Recursos
Todos os jogos disponíveis no serviço são livres de anúncios, compras dentro do aplicativo, rastreamento de dados e podem ser jogados offline. Os assinantes podem compartilhar acesso com até cinco outros usuários através do compartilhamento familiar e o serviço também pode ser adquirido através do pacote Apple One. Novos assinantes podem experimentar por 1 mês o serviço.
Os títulos originais utilizam recursos do Game Center e do iCloud, permitindo que os jogos implementem recursos sociais, como conquistas e tabelas de classificação e também permitem o salvamento de dados na nuvem. Além de produtos desenvolvidos para rodarem no iOS, muitos jogos são compatíveis com controladores de jogo, como o DualShock 4 do PlayStation 4 e Xbox Wireless Controller do Xbox One.

## Requisitos
O Apple Arcade exige que os seguintes sistemas operacionais sejam instalados (pelo menos) em seus respectivos dispositivos Apple.
- iOS 13 no iPhone[7]
- iPadOS 13 no iPad[8]
- tvOS 13 na Apple TV[7]
- macOS Catalina no MacBook, Mac Mini, Mac Pro e iMac[7]